# Thryptomene wittweri
Thryptomene wittweri är en myrtenväxtart som beskrevs av John William Green. Thryptomene wittweri ingår i släktet Thryptomene och familjen myrtenväxter. Inga underarter finns listade i Catalogue of Life.